# Miastko
Miastko este un oraș în Polonia.